# Resident Evil: The Umbrella Conspiracy
Resident Evil: The Umbrella Conspiracy é o primeiro livro da série Resident Evil, escrito por S.D. Perry que foi lançado em Outubro de 1998 nos Estados Unidos. O livro baseia-se no videojogo de 1996, combinando os cenários criados paro o jogo, com uma história contendo todos os personagens do jogo original.
O livro foi escrito alguns anos antes do jogo Resident Evil: Remake para a Nintendo GameCube e por isso omite a presença de Lisa Trevor na mansão. No entanto, o livro faz alusão à versão original da revista de George Trevor, True Story Behind Biohazard, assim como a um conto Biohazard: The Beginning que fala do desaparecimento do amigo de Chris Redfield, Billy Rabbitson. Outra diferença notável nos romances é o facto de se estar a deslocar a localização de Raccoon City da região Centro-Oeste dos Estados Unidos para a Pensilvânia.

## História
Raccoon City: uma remota comunidade nas montanhas é surpreendida por uma onda de violentos assassinatos vindos das florestas que a cercam. Relatórios bizarros espalham-se, descrevendo ataques de criaturas, algumas humanas e outras não. As vítimas parecem ser devoradas.
No centro dessas mortes está uma sombria, mansão de propriedade da Umbrella Corporation. Durante anos, a Umbrella tem conduzido experiências genéticas não vigiadas dentro dessa mansão.
Para resolver o problema, chamam o S.T.A.R.S. (Special Tactics And Rescue Service), uma unidade especial formada por um grupo de especialistas. Eles estão convencidos que a sua superioridade, são suficientes para resolver o que quer que seja que lhes apareça pela frente.
Mas o que espera os S.T.A.R.S. dentro das portas trancadas da mansão é um terror além dos seus piores pesadelos, criaturas que contrariam as leis da vida e da morte. O resultado de experiências proibidas que deram para o torto. Por trás de tudo isso está uma conspiração tão vasta que os S.T.A.R.S. serão traídos pelos seus próprios membros para garantir que o mundo nunca saberá dos segredos da Umbrella. E se algum deles sobreviver, eles terão inveja daqueles que morreram.